# Масетерични живац
Масетерични живац (лат. nervus massetericus) је грана доњовиличног живца, која се одваја од његове предње завршне гране и често настаје из заједничког стабла са задњим дубоким слепоочним живцем. Пружа се упоље у инфратемпоралној јами, пролази изнад усека доње вилице и завршава се на дубокој страни масетеричног мишића.
Живац инервише масетерични мишић, али такође даје и филаменте за вилични зглоб.